# Attagenus dichrous
Attagenus dichrous là một loài bọ cánh cứng trong họ Dermestidae. Loài này được Roth miêu tả khoa học năm 1851.